# Lista chorążych reprezentacji Egiptu na igrzyskach olimpijskich
Lista chorążych reprezentacji Egiptu na igrzyskach olimpijskich – lista zawodników i zawodniczek reprezentacji Egiptu, którzy podczas ceremonii otwarcia nowożytnych igrzysk olimpijskich nieśli flagę Egiptu.

## Chronologiczna lista chorążych
| Lp. | Rok i miejsce     | Chorąży                 | Dyscyplina            |
| --- | ----------------- | ----------------------- | --------------------- |
| 1   | 1912, Sztokholm   | Ahmed Mohamed Hassanein | Szermierka            |
| 2   | 1920, Antwerpia   | b.d.                    |                       |
| 3   | 1924, Paryż       | b.d.                    |                       |
| 4   | 1928, Amsterdam   | Ibrahim Mustafa         | Zapasy                |
| 5   | 1936, Berlin      | Moukhtar Hussein        | Podnoszenie ciężarów  |
| 6   | 1948, Londyn      | Mahmud Hasan            | Zapasy                |
| 7   | 1952, Helsinki    | Ahmed Fouad Nessim      | Piłka wodna           |
| 8   | 1956, Melbourne   | b.d.                    |                       |
| 9   | 1960, Rzym*       | b.d.                    |                       |
| 10  | 1964, Tokio*      | b.d.                    |                       |
| 11  | 1968, Meksyk*     | b.d.                    |                       |
| 12  | 1972, Monachium   | Kamal Kamel Mohammed    | Koszykówka            |
| 13  | 1976, Montreal    | b.d.                    |                       |
| 14  | 1984, Sarajewo    | Jamil El-Reedy          | Narciarstwo alpejskie |
| 15  | 1984, Los Angeles | Mohamed Sayed Soliman   | Koszykówka            |
| 16  | 1988, Seul        | Mohamed Khorshed        | Strzelectwo           |
| 17  | 1992, Barcelona   | b.d.                    |                       |
| 18  | 1996, Atlanta     | Hosam Abdallah          | Piłka ręczna          |
| 19  | 2000, Sydney      | Yahia Rashwan           | Taekwondo             |
| 20  | 2004, Ateny       | Aly Ibrahim             | Wioślarstwo           |
| 21  | 2008, Pekin       | Karam Dżabir            | Zapasy                |
| 22  | 2012, Londyn      | Hiszam Misbah           | Judo                  |
| 23  | 2016, Rio         | Ahmed El-Ahmar          | Piłka ręczna          |
| 24  | 2020, Tokio       | Hidaja Malak Wahba      | Taekwondo             |
| 24  | 2020, Tokio       | Ala ad-Din Abu al-Kasim | Szermierka            |

* – jako Zjednoczona Republika Arabska